# Snoqualmie Pass
Snoqualmie Pass é uma Região censo-designada localizada no estado norte-americano de Washington, no Condado de Kittitas.

## Demografia
Segundo o censo norte-americano de 2000, a sua população era de 201 habitantes.

## Geografia
De acordo com o United States Census Bureau tem uma área de
7,4 km², dos quais 7,4 km² cobertos por terra e 0,0 km² cobertos por água. Snoqualmie Pass localiza-se a aproximadamente 831 m acima do nível do mar.

## Localidades na vizinhança
O diagrama seguinte representa as localidades num raio de 36 km ao redor de Snoqualmie Pass.